# Lithacrosiphon
Lithacrosiphon is een geslacht in de taxonomische indeling van de Sipuncula (Pindawormen).
Het geslacht behoort tot de familie Aspidosiphonidae. Lithacrosiphon werd in 1902 beschreven door Shipley.

## Soorten
Lithacrosiphon omvat de volgende soorten:
- Lithacrosiphon cristatus
- Lithacrosiphon maldivensis